# Stanisław Syrewicz
Stanisław Syrewicz, występujący również jako Stanislas Syrewicz (ur. 22 sierpnia 1946 w Azowie) – polski kompozytor muzyki filmowej oraz piosenek, reżyser teatralny. Członek Europejskiej Akademii Filmowej i Brytyjskiej Akademii Sztuki Filmowej i Telewizyjnej.

## Życiorys

### Rodzina i edukacja
Jego ojciec pochodził z Wileńszczyzny, a matka ze Lwowa. Jego rodzice po wojnie zamieszkali w Zduńskiej Woli, gdzie matka – z wykształcenia magister sztuki po konserwatorium, prawniczka i polonistka – pracowała jako nauczycielka i dorabiała, udzielając lekcji muzyki. W wieku czterech lat zaczął grać na pianinie i za namową rodziców kontynuował rozwój muzyczny. W wieku dziewięciu lat otrzymał stypendium Ministerstwa Kultury i Sztuki, co umożliwiło mu naukę gry na fortepianie u najlepszych profesorów, m.in. u prof. Marii Wiłkomirskiej w Łodzi, u której w okresie szkoły podstawowej i liceum pobierał lekcje fortepianu. W tym okresie pomagał matce, która prowadziła teatr poezji.
Ukończył Państwową Wyższą Szkołę Muzyczną w Warszawie w klasie fortepianu. W 1966 wystąpił jako pianista z orkiestrą podczas koncertu z okazji jubileuszu 50-lecia Filharmonii Łódzkiej. W okresie studiów muzycznych udzielał się w uczelnianym kabarecie, w którym występował z Katarzyną Lengren, Anną Romantowską i Krzysztofem Kolbergerem. W grudniu 1970 w duecie z Lengren otrzymał główną nagrodę na Festiwalu Piosenki Studenckiej w Krakowie ex aequo z zespołem Pod Budą.
W 1973 podjął studia na Wydziale Reżyserii Państwowej Wyższej Szkoły Teatralnej w Warszawie. W tym czasie reżyserował w Teatrze Muzycznym w Gdyni napisany przez siebie musical Stan wyjątkowy oraz operę Narcisio w Teatrze Wielkim w Warszawie. Był również asystentem reżysera Jerzego Grzegorzewskiego w Teatrze Ateneum w Warszawie.

### Kariera zawodowa
W drugiej połowie lat 70. napisał muzykę do ponad 30 spektakli teatralnych i wielu programów telewizyjnych. Współpracował m.in. z Zygmuntem Hübnerem i Adamem Hanuszkiewiczem. Jego piosenki z tamtego okresu wykonywane były przez czołowych polskich aktorów, m.in. Marka Kondrata, Daniela Olbrychskiego, Krzysztofa Wakulińskiego, Piotra Fronczewskiego i Ewę Złotowską, a także przez piosenkarki: Marylę Rodowicz i Magdę Umer. W 1976 skomponował muzykę do filmu Piotra Szulkina Oczy uroczne, a w następnym roku współtworzona przez niego piosenka „Śpiewać każdy może”, którą aktor Jerzy Stuhr zaśpiewał na 15. Krajowym Festiwalu Piosenki Polskiej w Opolu, stała się ogólnopolskim klasykiem.
Międzynarodową karierę rozpoczął napisaniem muzyki do pierwszej filmowej koprodukcji polsko-brytyjskiej Sherlock Holmes & Dr Watson (1979) w reż. Sheldona Reynoldsa. Stan wojenny zastał Syrewicza i jego rodzinę w Paryżu, a decyzję o pozostaniu za granicą przypieczętowała wiadomość o pożarze, który zniszczył ich dom w podwarszawskiej Starej Miłosnej. Pozostając na przymusowej emigracji, występował w restauracjach i grał w szkołach baletowych. Po udzieleniu wywiadu magazynowi „Le Monde de la musique” zyskał zainteresowanie lokalnych twórców. Zaczął współpracować z francuskimi twórcami, m.in. kompozytorem Yvesem Montandem i autorką tekstów Etienne Roda-Gill, a dzięki nawiązanym na obczyźnie kontaktom w 1982 podpisał kontrakt z Chrisem Blackwellem, właścicielem wytwórni Island Records. W tym okresie napisał piosenki również dla Marianne Faithfull, Diane Keaton, José Carrerasa, Jona Andersona i Dmitrija Chworostowskiego oraz współpracował z tekściarzami, m.in. Normanem Gimbelem i Donem Blackiem. W 1994 współtworzona przez niego piosenka „To nie ja!” w wykonaniu Edyty Górniak stała się przebojem po zajęciu drugiego miejsca w 39. Konkursie Piosenki Eurowizji.
Skomponował muzykę do ponad 100 filmów, współpracując m.in. z Johnem Frankenheimerem, Kenem Russellem, Ferdinandem Fairfaxem, Andrzejem Żuławskim, Jerzym Skolimowskim. W 1994 za muzykę do filmu Stalin odebrał prestiżową ACE AWARD w Stanach Zjednoczonych. Napisana przez niego muzyka do filmu The Choir pozostawała przez wiele tygodni na pierwszej pozycji listy przebojów muzyki poważnej w Wielkiej Brytanii, Australii oraz dotarła do czwartego miejsca na „Pop List” w Wielkiej Brytanii, otrzymując status złotej płyty. Ostatnie ważniejsze produkcje filmowe poza Polską, do których Syrewicz napisał muzykę, to: Britz i Separate Lies w Anglii oraz The Extremist i Stranded w Ameryce. W 2010 skomponował muzykę do rocznicowej prezentacji Bitwy pod Grunwaldem Jana Matejki dla Muzeum Narodowego w Warszawie, po czym został rezydentem artystycznym tego muzeum. Napisał też muzykę do filmu Miłość na wybiegu i serialu Dom nad rozlewiskiem.

### Życie prywatne
Rozwiedziony. Z zawartego w latach 70. małżeństwa ze scenografką i dramaturgiem Katarzyną Lengren ma córkę Klarę Syrewicz, która jest dziennikarką.

## Muzyka filmowa
- Miłość na wybiegu
- Dom nad rozlewiskiem
- Britz
- Testosteron (2007)
- Tajemnica twierdzy szyfrów (2007)
- Egypt
- Separate Lies (2005)
- Extremiści (Extreme Ops) (2002)
- Clandestine Marriage
- Nora (2000)
- Stranded
- The Infinite Worlds of H.G. Wells
- The Prince and the Pauper
- An Evil Streak
- Papparazo
- Une trop bruyante solitude
- Pretending to be Judith
- Crime and Punishment
- Strictly Sinatra
- Polowanie na grube ryby (Shooting Fish) (1997)
- Awantura o Basię (1996)
- The Choir
- Russia’s War
- Windsor Protocol
- Kidnapped
- True Blue
- Stalin
- Thunder Point
- In the Company of Whales
- Yankee Zulu (1994)
- Ferdydurke (1992)
- Papierowe małżeństwo (1991)
- The Fantasist
- Skarga (1991)
- You Me and It
- A Woman in War
- Marcowe migdaly
- Valentine Falls
- Biggles
- Kryjówka białego węża (Lair of the White Worm) (1988)
- Crossbow
- Holcroft Covenant
- L’Amour braque
- La part des choses
- Sherlock Holmes and Doctor Watson (1980)
- Oczy uroczne